# Justes
Justes is een plaats (freguesia) in de Portugese gemeente Vila Real en telt 432 inwoners (2001).